# 홀릭스

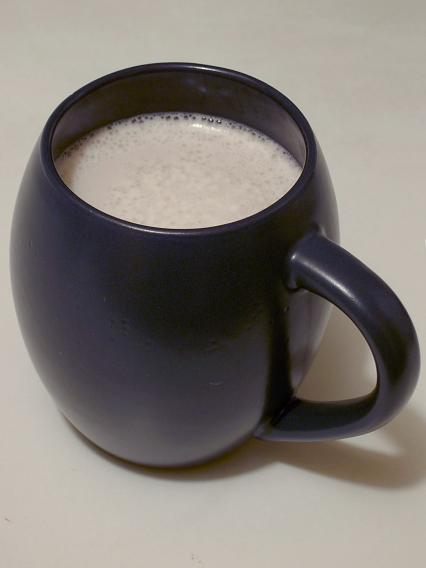
홀릭스

홀릭스(Horlicks)는 제임스 홀릭과 윌리엄 홀릭이 개발한 맥아유 브랜드다. 처음에는 '홀릭의 유아 및 환자용 식품'이라는 이름으로 판매됐지만 이후 '노령자 및 여행자'라는 표현을 라벨에 추가했다. 20세기 초 식사대용품 음료로 판매됐다.

## 각국에서의 판매

### 홍콩
홍콩에서 홀릭스는 카페 음료로 더 알려져 있다. 차찬텡 뿐 아니라 카페 드 코랄, 페어우드, 맥심스 익스프레스 같은 패스트푸드 매장에서도 판매한다. 차게 혹은 뜨겁게 마실 수 있고 일반적으로 설탕을 통해 단맛을 낸다.

## 같이 보기
- 맥아유
- 마일로 (식품)
- 오발틴